# Chinese begraafplaats van Nolette
De Chinese begraafplaats van Nolette (ook bekend onder de naam Noyelles-sur-Mer Chinese Cemetery) is een begraafplaats voor Chinese arbeiders in het gehucht Nolette van de Franse gemeente Noyelles-sur-Mer. De begraafplaats ligt ongeveer 1.050 m ten oosten van de dorpskerk. Ze werd ontworpen door Edwin Lutyens en wordt onderhouden door de Commonwealth War Graves Commission. Op de toegangsboog staat een Chinese inscriptie die gekozen is door Shi Zhaoji, de toenmalige Chinese ambassadeur in Groot-Brittannië. Vrij vertaald betekent het: Deze plaats herdenkt het offer van de 1.900 Chinese arbeiders die hun leven gaven gedurende de Eerste Wereldoorlog, zij zijn mijn vrienden en collega's van wie de verdiensten onvergelijkelijk zijn. De Chinese opschriften op de grafstenen werden door een selecte groep Chinezen gemaakt.

## Geschiedenis
Tijdens de Eerste Wereldoorlog werkten tussen 1917 en 1919 ongeveer 12.000 arbeiders uit China in de zone die door het Engels leger in Frankrijk werd bezet. Ze werden gerekruteerd ingevolge een verdrag tussen China en Engeland. De Chinezen kwamen per schip aan in de haven van Le Havre en dan per trein naar Noyelles-sur-Mer gebracht. Ze werden ingezet bij het Chinese Labour Corps.
In Noyelles-sur-Mer bouwden ze hun kamp op en zorgden onder meer voor de aanvoer van goederen tussen het station en hun kamp, dat een depot werd voor de aangevoerde goederen. Ze werkten 10 uur per dag, zeven dagen per week. De arbeiders stonden onder het bevel van Engelse officieren en contact met de burgerbevolking was verboden. Ze werden ingezet voor de moeilijkste taken zoals het begraven van gesneuvelde soldaten, het aanleggen of herstellen van wegen en loopgraven.
Op de begraafplaats liggen 842 Chinese arbeiders begraven waarvan er 4 niet geïdentificeerd konden worden. De meesten van hen stierven tussen 1918 en 1919 door de Spaanse griep. In de muur aan de toegangsboog zijn panelen geplaatst waarop 41 namen van vermiste arbeiders staan. Bij de CWGC zijn ze opgenomen onder Noyelles-sur-Mer Chinese Memorial.
In België en Frankrijk werkten bij de wapenstilstand op 11 november 1918 ongeveer 96.000 Chinezen en in mei 1919 waren er nog 86.000. In 1921 werden de arbeiders gerepatrieerd.